# RTV 1879 Basel
El RTV 1879 Basel es un equipo de balonmano de la localidad suiza de Basilea. Actualmente milita en la Quickline Handball League donde lucha por meterse en el play off por el título.

## Palmarés
- Ligas suizas: 2
  - Temporadas: 1960, 1984